# Kerolisa
Kerolisa ist ein osttimoresischer Ort im Suco Cotolau (Verwaltungsamt Laulara, Gemeinde Aileu).

## Geographie
Der Weiler Kerolisa liegt im Westen der Aldeia Ramerlau, in einer Meereshöhe von 795 m. Die Umgebung von Kerolisa ist bewaldet. Eine Piste verbindet den Ort mit der 200 Meter entfernten Straße, die nach Ornai im Südwesten und  Cotolau und Laulara im Osten führt. Ein anderthalb Kilometer langer Weg führt nach Nordwesten in das Dorf Fatu Naba, wo die Überlandstraße in die Landeshauptstadt Dili im Norden führt. Nördlich liegt in 400 Meter Luftlinie der Weiler Boromata.